# Вернон Тауншип (округ Кроуфорд, Пенсільванія)
Вернон Тауншип (англ. Vernon Township) — селище (англ. township) в США, в окрузі Кроуфорд штату Пенсільванія. Населення — 5331 особа (2020).

## Демографія
Згідно з переписом 2010 року, у селищі мешкало 5630 осіб у 2491 домогосподарстві у складі 1620 родин. Було 2709 помешкань
Расовий склад населення:
| - 96,4 % — білих - 1,1 % — чорних або афроамериканців - 1,1 % — азіатів - 0,2 % — корінних американців |

До двох чи більше рас належало 1,1 %. Частка іспаномовних становила 0,7 % від усіх жителів.
За віковим діапазоном населення розподілялося таким чином: 20,6 % — особи молодші 18 років, 57,9 % — особи у віці 18—64 років, 21,5 % — особи у віці 65 років та старші. Медіана віку мешканця становила 47,1 року. На 100 осіб жіночої статі у селищі припадало 93,7 чоловіків;  на 100 жінок у віці від 18 років та старших — 90,5 чоловіків також старших 18 років.
Середній дохід на одне домашнє господарство  становив 61 751 долар США (медіана — 47 051), а середній дохід на одну сім'ю — 72 621 долар (медіана — 58 917). За межею бідності перебувало 11,0 % осіб, у тому числі 5,4 % дітей у віці до 18 років та 4,6 % осіб у віці 65 років та старших.
Цивільне працевлаштоване населення становило 2462 особи. Основні галузі зайнятості: освіта, охорона здоров'я та соціальна допомога — 29,7 %, виробництво — 22,3 %, мистецтво, розваги та відпочинок — 8,3 %, транспорт — 5,7 %.